# عملية التحليل الهرمي

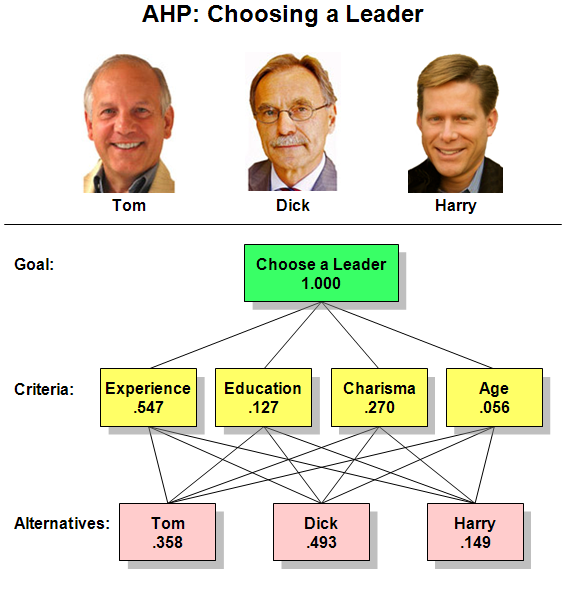
مثال بسيط على التحليل الهرمي. الهدف هو اختيار أنسب قائد من بين 3 مرشحين (أي 3 بدائل). معايير الاختيار هي الخبرة والتعليم والكاريزما والعمر. في هذا المثال فإن المرشح Dick هو الأنسب. لاحظ أن مجموع الأولويات في كل مستوى هو 1.000.

عملية التحليل الهرمي (بالإنجليزية: Analytic hierarchy process)‏ تقنية لسلسلة بنائية تهدف إلى مساعدة الناس في التعامل مع قرارات معقدة. فبدل أن ندعوهم إلى قرار «صحيح»، تساعدهم عملية التحليل الهرمي في اتخاذ القرار «الأصح». وهذه العملية، المرتكزة على علم النفس الإنساني والعلوم الحسابية، ابتدعها وطورها العالم العراقي الأمريكي توماس ساعاتي في السبعينات من القرن الماضي. وقد درست منذ ذلك الوقت على نطاق واسع وجرى تطويرها. وهي تقدم الإطار المنطقي المتكامل لقضية أو مسألة ما عن طريق جمع عناصر المسألة وتقويمها، ومن ثم توجيه هذه العناصر نحو الاهداف العامة لتتعامل معها وتقديم الحلول البديلة أو المتعلقة بها. وهي تستعمل الآن على نطاق عالمي عند اتخاذ قرارات متعددة في حقول الحكم والعمل والصناعة والصحة والتعليم.
تتوفر الآن برامج كمبيوتر تساعد في تطبيق هذه العملية.
مستعملو عملية التحليل يبدأون بتحليل المشاكل التي تواجه قرارهم إلى مجموعات ثانوية تسلسلية هرمياً، بحيث يسهل التعامل معها وتحليل أو دراسة كل واحدة منها على حدة. وهذه العناصر الهرمية يمكنها الاتصال بأي جانب أو مظهر من جوانب القضية المطروحة، أملموسة كانت ام غير ملموسة، مقاسة بدقة أو مقدرة بشكل تقريبي، مفهومة بوضوح أو بشكل رديء وهزيل، كما يمكنها الاتصال بأي من عناصرها المتصلة بالقرار الذي يتوجب اتخاذه والمسألة التي يجب مواجهتها.
عند اكتمال البناء الهرمي يبدأ أصحاب القرار بتقيم عناصره المتعددة بدقة ونظام ويقارنون بينها ازواجاً أزواجاً. ويمكن لاصحاب القرار، وهم يقومون بهذه المقارنة، استعمال المعطيات أو البيانات الدقيقة المتوافرة، أو اللجوء إلى تقييم أهمية هذه العناصر ومعانيها. فالتقييم البشري هو الأساس في عملية التحليل الهرمي وليس فقط المعلومات المتوافرة عند إتخاذ قرار لحل مشكاة أو مسألة ما.
تعمد عملية التحليل الهرمي إلى تحويل هذا التقييم أو التقدير إلى قيم ومدلولات رقمية ومن ثم معالجتها بسلسلة من العمليات ومقارنتها بكل عناصر المسألة أو القضية. عندها يحدد وزن رقمي أو اولوية لكل عنصر من عناصر الهرم، مفسحين في المجال للعناصر المختلفة أو غير المتكافئة ان تقارن بعضها بعضاً بطريقة منطقية متماسكة. وهذه القدرة تميز عملية التحليل الهرمي عن سواها من الاساليب والتقنيات الأخرى المشابهة.
توضع في المرحلة النهائية من العملية أولويات رقمية لكل وحدة من القرارات البديلة. وبما ان هذه الارقام تمثل القدرة البديلة النسبية لتحديد هدف القرار، فإنها تساعد في اتخاذ القرار الاوضح لمسالك تنفيذية متعددة.

## الاستعمالات والتطبيقات
عملية التحليل الهرمي في ومحددة، إنما تبرز أهميتها عندما تعمل فرق بشرية على حل مشاكل معقدة، خاصة تلك التي لها مخاطرها العالية، وتتطلب إدارة واعية ونفاذ بصيرة بشرية لاتخاذ قرارات ذات مفاعيل طويلة الامد. ولهذه العملية ميزتها الفريدة عندما يصعب قياس عناصر القرار المهمة أو لدى مقارنة هذه العناصر أو عندما تواجه الاتصالات بين الفريق صعوبات تتعلق باختلاف تخصصهم والمصطلحات التي يستعملونها أو باختلاف وجهات نظرهم.
بلغت استعمالات وتطبيقات عملية التحليل الهرمي الالآف واعطت نتائج عديدة تتعلق بالتخطيط وتخصيص الموارد وأفضلية المكان أو المحيط وانتقاء الخيار الأفضل. ومعظم هذه الاستعمالات والتطبيقات لا يتم الإعلان عنها على نطاق واسع لأنها تؤخذ على أعلى المستويات في المؤسسات الكبيرة، حيث تمنع الاعتبارات الأمنية والسرية الكشف عنها. لكن بعض استعمالات عملية التحليل الهرمي نوقشت علناً. ومن ضمن ما شملته هذه الاستعمالات حديثاً:
-	انتقاء أفضل الطرق للتقليل من تأثير التغيير المناخي العالمي (مؤسسة أني أنريكو ماتاي)
-	قياس نوعية البرامج ككل (مايكروسوفت كوربوريشن)
-	انتقاء المدرسين الجامعيين (جامعة بلومزبورغ في بنسلفينيا)
-	اقامة مؤسسات صناعية في المناطق الحرة واختيار أماكنها (جامعة كانبرج)
-	تقدير الاخطار الناجمة عن تشغيل خطوط انابيب النفط عبر البلاد (جمعية المهندسين المدنيين الاميركيين)
-	تقرير أفضل الطرق لإدارة مستجمعات الأمطار في الولايات المتحدة (وزارة الزراعة الاميركية)
تستعمل عملية التحليل الهرمي أحياناً في تصميم أنهج عالية الدقة والتحديد، مثل تصنيف المباني التاريخية. وقد استعملت مؤخراً في مشروع يستعمل القياس القدمي المصور تلفزيونياً لتقييم حالة الطرق السريعة في ولاية فرجينيا، كما استعملها مهندسو الطرق في مراحل التصميم ألأولى بهدف تقرير هدف المشروع الأفضل والأمثل، ومن ثم لتبرير ميزانية المشروع للمشرعين.
تستعمل عملية التحليل الهرمي على نطاق واسع في بلدان عديدة حول العالم. وفي مؤتمر دولي عقد مؤخراً حول عملية التحليل الهرمي قدم أكثر من تسعين محاضراً أبحاثاً شملت مواضيع عديدة منها اقامة معايير محددة لاجور الجراحيين الاخصائين وكلفة تخطيط الطرق الاستراتجية واعادة بناء البنية التحتية في البلدان التي تعرضت للدمار. وحضر المؤتمر مندوبون من 19 بلداً بينها الولايات المتحدة الاميركية وألمانيا واليابان والشيلي وماليزيا ونيبال. وقد أدخلت عملية التحليل الهرمي إلى الصين سنة 1982 وتوسع استعمالها هناك بشكل كبير منذ ذلك الوقت نظراً لأن طرق تطبيقها تتناسب وتنسجم مع النظام التقليدي الصيني في اتخاذ القرارات، واستعملت في مجالات كثيرة بينها الاقتصاد والطاقة والإدارة والبيئة والسير والزراعة والصناعة والقوات المسلحة.
على الرغم من أن عملية التحليل الهرمي لا تتطلب تخصصاً جامعياً، إلا ان الموضوع يدرس الآن على نطاق واسع وعلى المستوى الجامعي. ويذكر برنامج حاسوبي واحد متخصص بعملية التحليل الهرمي لائحة بأكثر من مئة كلية وجامعة بين مستخدميه. وتعتبر عملية التحليل الهرمي موضوعاً مهماً في كثير من المؤسسات التعليمية العليا. وتعتبر عملية التحليل الهرمي موضوعاً رئيساً في حقول التخصص النوعي، وتدرس كموضوع من بين مواضيع التخصص بما في ذلك «سكس سغما» و«لين سكس سيغما» و«ك ف د».
تدرس حوالي مئة مدرسة في الصين مواضيع في عملية التحليل الهرمي. وكثير من طلاب الدكتوراه يختارون عملية التحليل هذه كموضوع لابحاثهم واطروحاتهم. وقد نشر أكثر من تسعمئة بحث في هذا المضوع، ويوجد على الاقل صحيفة صينية ثقافية واحدة تتوجه للعلماء والمثقفين مخصصة كلياً للعملية الهرمية التحليلية.

### اداة التنفيذ

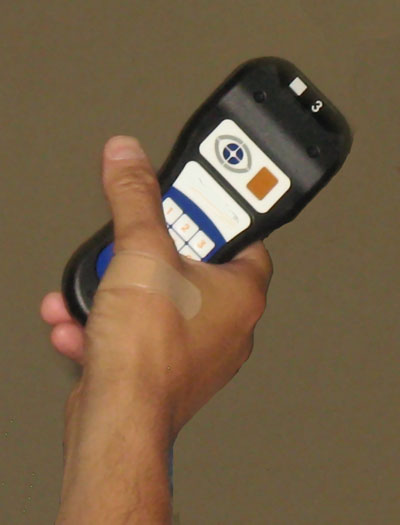

في الصورة جهاز نموذجي لإدخال القرارات المتخذة في جلسة تضم مجموعة من صانعي القرار
يبدو من الأمثلة اللاحقة ان استعمال عملية التحليل الهرمي يشمل التوفيق بين قرارات عديدة واصدار قرار واحد يتعلق بالقضية أو المسألة التي نواجهها. وليس من غير المألوف لهذه القرارات أو الاحكام ان تعد بالدزينات أو حتى بالمئات. ورغم أن الحساب يمكن اجراءه باليد أو بواسطة آلة حاسبة، فإن استعمال واحدة من الوسائل الحاسوبية شائع إلى حد كبير لإدخال الاحكام والقرارات واصدارها. وأسهل الطرق هو اللجوء إلى منهاج قياسي عادي تكون معطياته مشكلة من خلايا مرتبة في صفوف أو أسطر أو أعمدة يمكن مشاهدتها على شاشة، وبالتالي معالجتها لوضع المخططات المطلوبة أو لاجراء حسابات الخ.. بدل اللجوء إلى برنامج شديد التعقيد والمعزز بأداة خاصة للتوصل إلى قرارات صانعي القرار المجتمعين في قاعة.

## الخلاصة
يمكن تلخيص النهج المتبع بما يلي:
	1 – ان الرموز المميزة البديلة والمهمة معينة ومحددة.
	2 – يحدد صانعو القرار الرمز الذي يفضلون (مثلاً إذا ما كان مركز البديل أ مفضل على البديل ب) في شكل كسر بين 1/9 و9.
	3 – كذلك يشير صانعو القرار الي معنى الرمز ومغزاه. مثلاً، إذا كانت البدائل تفاضل بين مشترين محتملين لملكية ما، فإن المستثمرين قد يقولون إنهم يفضلون مكان الملكية على السعر أو السعر على التوقيت.
	4 – يجري تقدير كل منشأ مفاضلة باللجوء إلى القيمة الذاتية (وهي إحدى الكميات الرقمية) للتحقق أو التأكد من تماسك الاستجابة. وهذا يحدث «معامل التماسك» حيث تعني قيمة 1 ان كل المفاضلات متماسكة داخلياً. وقد تنخفض هذه القيمة إذا قال أحد صانعي القرار ان X مفضلة على Y أو ان Y مفضلة على Z، إلا ان Z مفضلة على X (هكذا وضعية هي غير متماسكة داخلياً). وهذه الخطوة أو المرحلة هي التي حدت بمستعملي العملية الهرمية التحليلية ان يؤمنوا ان العملية تقوم على اسس نظرية سليمة.
	5 – يعطى لكل بديل علامة.
الخطوتان الأساسيتان في هذه العملية هو صياغة المسألة أو القضية هرمياً ومن ثم تحديد الأولويات لعناصرها. وهذا ما نشرحه ادناه بتفصيل أوسع.

### الصياغة الهرمية
أول خطوة في عملية التحليل الهرمي هي صياغة المسألة أو القضية المطروحة هرمياً. بهذه الطريقة يتمكن المشاركون من استكشاف جوانب المسألة ومظاهرها على جميع المستويات، من العام إلى التفاصيل، ثم التعبير عنها بطرق متعددة المستويات التي تتطلبهاعملية التحليل الهرمي. وكلما تقدمنا في بناء هذا الهرم، كلما ازداد فهمنا للمسألة ومحيطها وقرينتها، أو ما ننسجه من افكار وشعور تجاه الاثنين معاً.

### تحديد عملية التحليل الهرمي
الهرمية نظام يعمل على تصنبف الناس والافكار والاشياء الخ.. في منازل ومراتب وتنظيمهم، بحيث يكون كل عنصر في هذا النظام، باستثناء العناصر العليا، خاضعاً لعنصر واحد أو أكثر. ويعبر عادة عن هذه الهرمية بأشكال هرمية تشبه إلى حد الأهرام. إلا انه باستثناء وجود عنصر واحد في أعلى الهرم، فلا شيء يشبه بالضرورة هرماً في عملية التحليل الهرمي.
تبنى الهيئات أو المنظمات البشرية عادة على أساس هرمي، حيث يقوم النظام الهرمي بتوزيع المسؤوليات واقامة القيادات الفاعلة وتسهيل الاتصالات. وأقرب هرمية مألوفة لدينا يشمل برج الحاسوب الموجود في «أعلى» الآلة وتوابعه الموجودة «تحته» من المرقاب (جهاز الاستقبال) إلى لوحة المفاتيح والفأرة.
نلجأ في عالم الافكار إلى الهرمية لنتمكن من استيعاب تفاصيل المعرفة التي تتألف منها الحقيقة المعقدة. ونحن نبني المعرفة على أساس الاجزاء التي تتألف منها، ومن استعمال هذه الاجزاء للبناء عليها، كي يكتمل البناء الهرمي على أكبر وأوسع المستويات التي نرغب في اقامتها. ونركز، مع كل خطوة، على فهم عنصر من العناصر التي تؤلف «الكل»، مهملين بشكل موقت العناصر الأخرى الموجودة على هذا المستوى أو المستويات الأخرى. وكلما تقدمنا في عمليتنا هذه تزداد معرفتنا الكلية بالحقيقة التي نسعى إليها.